# Amara Diané
Pour les articles homonymes, voir Diané.
Amara Diané, né le 19 août 1982 à Abidjan, est un footballeur international ivoirien. Il évolue comme attaquant dans les années 2000-2010.

## Biographie
Le droitier Amara Diané évolue en jeune à l'ASEC Abidjan, puis rejoint la France et la banlieue parisienne. Il effectue sa formation de footballeur au Football Club Mantois 78.
Amara passe de Mantes à Roye en décembre 2000. Il y rencontre son meilleur ami Youri, avec qui il va former une doublette de feu en attaque. Il évolue ainsi en CFA2 dès 2001-2002. Très efficace avec l'US Roye en CFA2 2002-2003 avec 26 buts en 34 matchs, il signe au Stade de Reims qui évolue alors en National. La saison 2003-2004 des Rémois leur permet d'être promu en Ligue 2. Amara est particulièrement important dans ces résultats avec 19 buts en 35 matchs de championnat.
Poursuivant sa progression, Amara évolue en Ligue 2 en 2004-2005 avec le Stade de Reims. Il marque 8 buts en 34 matchs de championnat, puis il rejoint le RC Strasbourg pour un transfert de 600 000 €. Il fait ainsi ses débuts en Ligue 1 en 2005-2006 avec Strasbourg (9 buts en 34 matchs) et même en Coupe UEFA (2 buts en 8 matchs). Malgré de bonnes prestations d'Amara sous le maillot strasbourgeois, le Racing est relégué en Ligue 2 à l'issue de la saison.
Souvent cité parmi les meilleurs espoirs du football ivoirien, Amara n'est pas sélectionné pour disputer la phase finale de la Coupe du monde 2006. La déception passée, le joueur s'engage pour quatre saisons avec le Paris Saint-Germain. Le montant du transfert entre RC Strasbourg et le PSG est de 3,5 millions d'euros.
Auteur de prestations irrégulières avec un PSG en difficulté en championnat, il signe un but d'anthologie en octobre 2006 face à Rennes après avoir éliminé 6 joueurs. En 2007-2008, il inscrit toutefois des buts à des moments importants, notamment 6 buts entre la 24e et la 32e journée, puis deux doublés lors de la 35e contre Auxerre et lors de la 38e et dernière journée de Ligue 1, qui permet au PSG de battre le FC Sochaux et de se maintenir en première division et termine avec 11 buts en ayant participé à tous les matchs de championnat.
Afin de revaloriser son salaire, Amara fait le choix de signer en juillet 2008, pour 6,2 millions d'euros, au club Qatari d'Al Rayyan. Son salaire s'élèverait alors à 2,5 millions d'euros par an. Il quitte donc le PSG en conflit avec sa direction. Dès son arrivée au Qatar, Amara Diané propulse son club Al Rayyan à la troisième place du championnat. Meilleur buteur de son club, il terminera la saison avec un total de 19 réalisations en championnat avec un total de 26 buts toutes compétitions confondues. 
Il permet également à son équipe d'accéder à la finale de la principale coupe du Qatar, la coupe de l'émir, et marquera de la tête le but égalisateur lors de cette finale. Al Rayyan s'incline au terme d'un match épique. Le club n'avait pas accédé à un tel stade de la compétition depuis 2000.
En janvier 2011, Amara Diané quitte Al Rayyan pour un autre club qatari, Al-Gharafa, basé à Doha.
Le 2 novembre 2011 Amara Diané  quitte le Qatar pour rejoindre les Émirats arabes unis et le club d'Al Nasr Dubaï. Un échange avec l'ancien rennais Ismaël Bangoura aurait été conclu entre les deux clubs.
Le 11 septembre 2014, il signe en faveur de l'AFC Tubize, club prometteur en division 2 belge.

## Palmarès
- Vainqueur du championnat de national en 2004 avec le stade de Reims
- Vainqueur de la Coupe de la Ligue en 2008 avec le Paris SG
- Finaliste de la Coupe de France en 2008 avec le Paris SG
- Vainqueur de la Coupe du Qatar en 2010 avec Al Rayyan Club
- Vainqueur de la Coupe Crown Prince de Qatar en 2011 avec Al-Gharafa